# Aplacophora
Aplacophora was een clade van kleine, plaatloze stekelweekdieren in de stam Mollusca. De groep wordt niet langer geaccepteerd en omvatte de twee taxa Solenogastres en Caudofoveata. De fylogenetische positie van de Aplacophora binnen de weekdieren is nog niet volledig opgehelderd.